# Hélène Lam Trong
Hélène Lam Trong est une réalisatrice et scénariste française née en 1982 au Vietnam.

## Biographie
Hélène Lam Trong est diplômée de l'Institut d'études politiques de Toulouse en 2004 et de l'École des hautes études en sciences de l'information et de la communication - Celsa en 2006.
En 2014, elle réalise le documentaire L’absente, maman est en prison puis en 2017 elle s'engage contre le racisme anti-asiatique en réalisant le clip asiatique de France avec Frédéric Chau, Anggun et d'autres personnalités asiatiques françaises, ce clip fera l'objet d'une grande couverture médiatique,.
De 2018 à 2020, elle réalise quatre documentaires diffusés sur France 2 (Joséphine H, Lilian Dubus et L'Enfant roux, Daech : les enfants du soupçon). Dans le documentaire Réseaux de la colère, elle donne la parole à Thaïs d'Escufon et Joachim Son-Forget. En 2023, elle réalise le documentaire Daech, les enfants fantômes produit par Fabienne Servan-Schreiber, il reçoit la mention spéciale du jury au Festival du documentaire sur la Justice et le prix Albert-Londres de l'audiovisuel,.

## Filmographie

### Réalisatrice
- 2014 : L’absente, maman est en prison
- 2018 : Josephine H
- 2020 : Daech, les enfants du soupçon
- 2020 : L’enfant roux
- 2020 : Lilian Dubus
- 2023 : Daech, les enfants fantômes

## Distinctions

### Récompenses
- 2023 : Mention spéciale du Jury au Festival du documentaire sur la Justice
- 2023 : Prix Albert-Londres de l'audiovisuel